# Sibilla di Lusignano
Sibilla di Lusignano (ottobre/novembre 1198 – 1230 circa, oppure 1252) è stata una principessa cipriota del Casato di Lusignano.
Divenne regina della Piccola Armenia per matrimonio.

## Biografia

### Infanzia

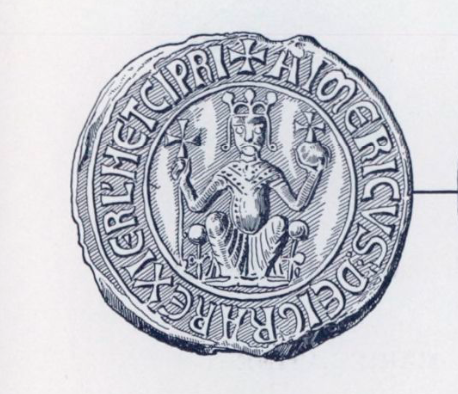
Amalrico II di Lusignano su una moneta

Era la figlia di Amalrico II di Gerusalemme e della sua seconda moglie, Isabella di Gerusalemme.

### Matrimonio

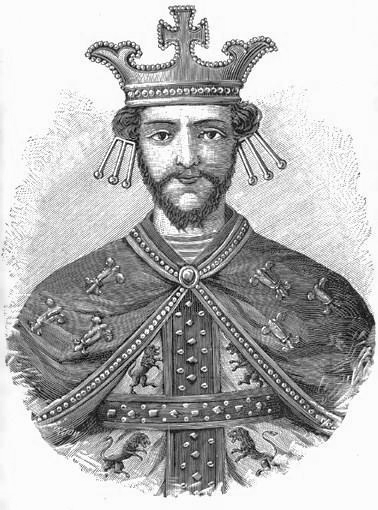
Re Leone II d'Armenia in un'illustrazione d'epoca

Fu la seconda moglie di Leone primo re della Piccola armenia, che sposò nel 1210, ebbero una figlia, Isabella d'Armenia.

### Esilio e morte
Dopo la morte del marito, Sibilla fu esiliata. Sulla sua data di morte gli storici sono in disaccordo, c'è infatti chi crede sia morta nel 1230 circa e chi nel 1252.

## Discendenza
Sibilla e Leone II d'Armenia ebbero una figlia:
- Isabella d'Armenia (27 gennaio 1216 o 1217 – 23 gennaio 1252), fu regina regnante della Piccola Armenia.

## Ascendenza
|                           |                 |                          | Genitori                    |  |  | Nonni |  |  | Bisnonni             |  |  | Trisnonni           |  |
|                           |                 |                          |                             |  |  |       |  |  | Ugo VII di Lusignano |  |  | Ugo VI di Lusignano |  |
|                           |                 |                          |                             |  |  |       |  |  | Ugo VII di Lusignano |  |  | Ugo VI di Lusignano |  |
|                           |                 | Ildegarda di Thouars     |                             |  |  |       |  |  | Ugo VII di Lusignano |  |  |                     |  |
| Ugo VIII di Lusignano     |                 |                          |                             |  |  |       |  |  | Ugo VII di Lusignano |  |  |                     |  |
|                           |                 | Sarracina di Lezay       | …                           |  |  |       |  |  |                      |  |  |                     |  |
|                           |                 | Sarracina di Lezay       | …                           |  |  |       |  |  |                      |  |  |                     |  |
|                           |                 | Sarracina di Lezay       | …                           |  |  |       |  |  |                      |  |  |                     |  |
| Amalrico II di Lusignano  |                 | Sarracina di Lezay       |                             |  |  |       |  |  |                      |  |  |                     |  |
|                           |                 | Goffredo di Rançon       | …                           |  |  |       |  |  |                      |  |  |                     |  |
|                           |                 | Goffredo di Rançon       | …                           |  |  |       |  |  |                      |  |  |                     |  |
|                           |                 | Goffredo di Rançon       | …                           |  |  |       |  |  |                      |  |  |                     |  |
| Bourgogne de Rançon       |                 | Goffredo di Rançon       |                             |  |  |       |  |  |                      |  |  |                     |  |
|                           |                 | Falsifie di Moncontour   | …                           |  |  |       |  |  |                      |  |  |                     |  |
|                           |                 | Falsifie di Moncontour   | …                           |  |  |       |  |  |                      |  |  |                     |  |
|                           |                 | Falsifie di Moncontour   | …                           |  |  |       |  |  |                      |  |  |                     |  |
| Sibilla di Lusignano      |                 | Falsifie di Moncontour   |                             |  |  |       |  |  |                      |  |  |                     |  |
|                           | Folco V d'Angiò | Folco IV d'Angiò         |                             |  |  |       |  |  |                      |  |  |                     |  |
|                           | Folco V d'Angiò | Folco IV d'Angiò         |                             |  |  |       |  |  |                      |  |  |                     |  |
|                           | Folco V d'Angiò | Bertrada di Montfort     |                             |  |  |       |  |  |                      |  |  |                     |  |
| Amalrico I di Gerusalemme | Folco V d'Angiò |                          |                             |  |  |       |  |  |                      |  |  |                     |  |
|                           |                 | Melisenda di Gerusalemme | Baldovino II di Gerusalemme |  |  |       |  |  |                      |  |  |                     |  |
|                           |                 | Melisenda di Gerusalemme | Baldovino II di Gerusalemme |  |  |       |  |  |                      |  |  |                     |  |
|                           |                 | Melisenda di Gerusalemme | Morfia di Melitene          |  |  |       |  |  |                      |  |  |                     |  |
| Sibilla di Gerusalemme    |                 | Melisenda di Gerusalemme |                             |  |  |       |  |  |                      |  |  |                     |  |
|                           |                 | Joscelin II di Edessa    | Joscelin I di Edessa        |  |  |       |  |  |                      |  |  |                     |  |
|                           |                 | Joscelin II di Edessa    | Joscelin I di Edessa        |  |  |       |  |  |                      |  |  |                     |  |
|                           |                 | Joscelin II di Edessa    | Beatrice d'Armenia          |  |  |       |  |  |                      |  |  |                     |  |
| Agnese di Courtenay       |                 | Joscelin II di Edessa    |                             |  |  |       |  |  |                      |  |  |                     |  |
|                           |                 | Beatrice di Saona        | …                           |  |  |       |  |  |                      |  |  |                     |  |
|                           |                 | Beatrice di Saona        | …                           |  |  |       |  |  |                      |  |  |                     |  |
|                           |                 | Beatrice di Saona        | …                           |  |  |       |  |  |                      |  |  |                     |  |
|                           |                 | Beatrice di Saona        |                             |  |  |       |  |  |                      |  |  |                     |  |